# Плешчаници
Плешчаници (блр. Плешчаніцы; рус. Плещеницы) — урбано насеље градског типа са административним статусом вароши (городской посёлок) у Лагојском рејону Минске области у Републици Белорусији. Налази се на око 27 км од града Лагојска, на раскрсници магистралног друма Р63 Барисав—Вилејка—Ашмјани и аутопута М3 Минск—Полацк.

## Историја
Насеље се први пут спомиње 1492. као село у поседу кнезова Тишкевича.
Прва црква је изграђена 1817, а једно кратко време (1825/35) било је активно и позориште. Од 1924. до 1962. Плешченици су били центар истоименог рејона. Службени статус вароши додељен је 27. септембра 1938. године.
Током немачке окупације у Другом светском рату у вароши је страдало око 2.000 становника.

## Демографија
У вароши је почетком 2011. године живело 5.903 становника, што је знатно мање у односу на 7.800 колико је регистровано 2006. године.